# 怪奇南鰍
怪奇南鰍（學名：Schistura paraxena）為輻鰭魚綱鯉形目條鰍科南鰍屬的其中一種。分布於亞洲中國廣西壯族自治區西江流域，體長可達7公分，棲息在川底層水域，生活習性不明。

## 扩展阅读
維基物種上的相關：怪奇南鰍